# Vladimir Milankov
Vladimir Milankov (1934—2002) bio je srpski publicista, esejista i književni istoričar.

## Biografija
Rođen je u Srpskoj Crnji 11. marta 1934. godine, gde je u zanatlijskoj porodici oca Pere, zidara, i majke Nevenke, domaćice, proveo detinjstvo. U rodnom mestu završio je osnovnu školu i onovremenu nižu gimnaziju, a tadašnju Višu srpsku gimnaziju u Zrenjaninu. U Novom Sadu na Višoj pedagoškoj školi studirao je srpski i ruski jezik. U mladosti se sa dosta uspeha bavio pozorišnim amaterizmom. Dve nastavne godine službovao je u Bavaništu, a preostali deo radnog veka proveo je u mestu rođenja, gde je od 1962. do 1980. bio je direktor doma kulture „Đura Jakšić“, za koje vreme je organizovao brojne kulturne priredbe. Bio je član društva književnika Vojvodine i Matice srpske. Preminuo je 14. jula 2002. godine.
Članke, rasprave, eseje, feljtone objavljivao je u:
- listovima: Zrenjanin (Zrenjanin), Dnevnik (Novi Sad), Politika (Beograd), Kafane (Beograd), Čačanski glas (Čačak);
- magazinima: Socijalist (Zrenjanin), Veliki most (Zrenjanin), Gudalo (Kikinda);
- književnim časopisima: Sveske (Pančevo), Ulaznica (Zrenjanin), Književni život (Temišvar), Braničevo (Požarevac), Letopis Matice srpske (Novi Sad), Luča (Subotica), Krovovi (Sremski Karlovci), Attendite (Kikinda).
- publikacijama PČESE (Novi Sad).

## Stvaralaštvo
Konkretna saradnja sa Istorijskim arhivom Kikinda počela je 2001. godine kada je održao zapaženo predavanje „Georgije Đoka Radak, čovek koji je zapadao u nevolje“. Iste godine Arhivu je predao rukopis na kojem je radio punih deset godina, gde je na blizu 750 stranica opisao životni put zanimljivog i značajnog kikinđanina, Đoke Radaka. Nažalost, nije dočekao njegovo objavljivanje.

### Bibliografija
- Draga Gavrilović – život i delo, monografija o prvoj ženi koja je napisala roman u srpskoj literaturi, Slavija, Novi Sad, 1989.
- Sabrana dela Drage Gavrilović 1 i 2, sakupio i priredio za štampu, Književna zajednica Kikinde, 1990.
- Beluš Đ. Jakšić – prerano umrli pesnik i slikar, Slavija, Novi Sad, 1992.
- Panorama puna brašna (zajedno sa Spasojem Grahovcem) Slavija, Novi Sad, 1993.
- Đura Jakšić u pričama i anegdotama, Matica srpska, Novi Sad, 1993.
- Kratki život i iznenadna smrt Lazara Spasina Markovića, Književna zajednica Pančevo, 1996.
- Jakšići iz Srpske Crnje, Matica srpska, Novi Sad, 1997.
- Talasanje ravnice, Tamina, Zrenjanin, 2000.
- Eustahija pl. Arsić i njeno doba, Aurora, Novi Sad, 2001.
- Album Đure Jakšića, posthumno, Srpska Crnja, 2006.